# Brunettia hurdi
Brunettia hurdi är en tvåvingeart som beskrevs av Quate 1961. Brunettia hurdi ingår i släktet Brunettia och familjen fjärilsmyggor. Inga underarter finns listade i Catalogue of Life.